# Зетловайка
Зетлова́йка (рос. Зетловайка) — річка в Удмуртії (Кізнерський та Вавозький район) та Кіровській області (Кільмезький район), Росія, права притока Седмурчі.
Довжина річки становить 18 км, що є довше, аніж головна річка Седмуча до місця їхнього злиття. Бере початок на північній околиці колишнього присілку Верхній Муркозь, на кордоні з Кіровською областю. Через 1 км річка входить у межі Кільмезького району, де протікає 7 км. Потім річка входить у межі Вавозького району. Впадає до Седмурчі нижче села Бризгалово. Напрямок річки — північний схід. У присілку Зетловай та селі Бризгалово створено ставки. Через річку збудовано декілька автомобільних мостів. Приймає декілька приток. Береги заліснені.
Над річкою розташовано присілок Зетловай та село Бризгалово Вавозького району.
| Річка | Це незавершена стаття про річку. Ви можете допомогти проєкту, виправивши або дописавши її. |